# 沈阳地铁10号线
沈阳地铁10号线是指沈阳市的地铁系统中的第10号线路，为沈阳地铁第四条开通运营的线路，于2020年4月29日载客试运营。

## 概要
十号线是沈阳地铁开通的第四条线路，北起于洪区丁香湖站，南至浑南区张沙布站，线路长27.21公里，设站21座，线路识别色为绿色，是沈阳地铁线网中的一条骨干线路。
该线路途经沈阳市的于洪区、皇姑区、大东区、沈河区、浑南区等五个行政区，总体呈7字型走向，并与2019年开通运营的9号线形成一个环形。

### 线路数据
- 路线长度：27.21km
- 轨距：1435mm
- 站数：21站
- 列车编组：27列6节编组（4动2拖B型列车）
- 最高速度：80km/h
- 地下区间：全线

## 车站
十号线共设21站，均为地下车站，在丁香湖站附近设置丁香湖停车场，在张沙布站附近设置桑林子车辆段，控制中心设置于滂江街站。
| 站名                                                                      | 里程 （千米）  | 换乘路线         | 车站形式       | 所在地         | 启用时间         |
| 沈阳地铁10号线                                                            | 沈阳地铁10号线 | 沈阳地铁10号线   | 沈阳地铁10号线 | 沈阳地铁10号线 | 沈阳地铁10号线   |
| ------------------------------------------------------------------------- | -------------- | ---------------- | -------------- | -------------- | ---------------- |
| 丁香湖                                                                    | 0.0            |                  | 地下島式站台   | 于洪区         | 2020年4月29日[1] |
| 元江街                                                                    |                |                  | 地下島式站台   | 于洪区         | 2020年4月29日[1] |
| 向工街                                                                    |                |                  | 地下島式站台   | 皇姑区         | 2020年4月29日[1] |
| 塔湾街                                                                    |                |                  | 地下島式站台   | 皇姑区         | 2020年4月29日[1] |
| 淮河街沈医二院                                                            |                | █ 9号线          | 地下島式站台   | 皇姑区         | 2020年4月29日[1] |
| 百鸟公园                                                                  |                |                  | 地下島式站台   | 皇姑区         | 2020年4月29日[1] |
| 长江街                                                                    |                |                  | 地下島式站台   | 皇姑区         | 2020年4月29日[1] |
| 中医药大学                                                                |                | █ 2号线          | 地下島式站台   | 皇姑区         | 2020年4月29日[1] |
| 陵东街                                                                    |                |                  | 地下島式站台   | 皇姑区         | 2020年4月29日[1] |
| 北塔                                                                      |                | █ 6号线          | 地下島式站台   | 皇姑区         | 2020年4月29日[1] |
| 合作街                                                                    |                | █ 4号线          | 地下島式站台   | 大东区         | 2020年4月29日[1] |
| 东北大马路                                                                |                |                  | 地下島式站台   | 大东区         | 2020年4月29日[1] |
| 滂江街                                                                    |                | █ 1号线          | 地下島式站台   | 大东区         | 2020年4月29日[1] |
| 长安路                                                                    |                |                  | 地下島式站台   | 大东区         | 2020年4月29日[1] |
| 万莲                                                                      |                |                  | 地下島式站台   | 大东区         | 2020年4月29日[1] |
| 泉园                                                                      |                |                  | 地下島式站台   | 沈河区         | 2020年4月29日[1] |
| 江东街                                                                    |                | █ 3号线          | 地下島式站台   | 沈河区         | 2020年4月29日[1] |
| 长青桥                                                                    |                |                  | 地下島式站台   | 沈河区         | 2020年4月29日[1] |
| 长青南街                                                                  |                | █ 9号线          | 地下島式站台   | 浑南区         | 2020年4月29日[1] |
| 理工大学                                                                  |                |                  | 地下島式站台   | 浑南区         | 2020年4月29日[1] |
| 张沙布                                                                    | 27.21          |                  | 地下島式站台   | 浑南区         | 2020年4月29日[1] |
| 营城子                                                                    |                |                  | 地下島式站台   | 浑南区         | 建设中           |
| 桑林子                                                                    |                |                  | 地下島式站台   | 浑南区         | 建设中           |
| 营城子南                                                                  |                |                  | 地下島式站台   | 浑南区         | 建设中           |
| 班家寨                                                                    |                |                  | 地下島式站台   | 浑南区         | 建设中           |
| 沈本二街                                                                  |                |                  | 地下島式站台   | 浑南区         | 建设中           |
| 莫子山公园                                                                |                |                  | 地下島式站台   | 浑南区         | 建设中           |
| 桃仙街                                                                    |                |                  | 地下島式站台   | 浑南区         | 建设中           |
| 创新一路                                                                  |                | █ 2号线          | 地下島式站台   | 浑南区         | 建设中           |
| 智慧大街                                                                  |                |                  | 地下島式站台   | 浑南区         | 建设中           |
| 白塔二街                                                                  |                |                  | 地下島式站台   | 浑南区         | 建设中           |
| 白塔街                                                                    |                |                  | 地下島式站台   | 浑南区         | 建设中           |
| 沈阳南站                                                                  |                | 沈阳南站 █ 4号线 | 地下島式站台   | 浑南区         | 建设中           |
| 体育学院                                                                  |                |                  | 地下島式站台   | 浑南区         | 建设中           |
| 国展中心                                                                  |                |                  | 地下島式站台   | 苏家屯区       | 建设中           |
| 雪松路                                                                    |                | █ 6号线          | 地下島式站台   | 苏家屯区       | 建设中           |
| 丁香街                                                                    |                |                  | 地下島式站台   | 苏家屯区       | 建设中           |
| 註釋                                                                      |                |                  |                |                |                  |
| - 斜体标注的路线及换乘尚未启用。 - 1 启用时间按照本线路站台启用时间计算。 |                |                  |                |                |                  |

### 换乘站

#### 已投入使用
- 滂江街站：换乘1号线。1号线建设时未做出预留，1号线换乘10号线为通过夹层内的通道换乘,10号线换乘1号线为站厅通道换乘。

- 中医药大学站：换乘2号线。2号线建设时未做出预留，为双向经站厅通道换乘。

- 长青南街站：换乘9号线。两线同期建设，9号线换乘10号线为通过站台层下楼进行垂直换乘，10号线换乘9号线为站厅通道换乘。

- 淮河街沈医二院站：换乘9号线。两线同期建设，10号线换乘9号线为通过站台层下楼进行垂直换乘，9号线换乘10号线为站厅通道换乘。

- 合作街站：换乘4号线。本线建设时已做出部分预留，为站厅通道换乘。

#### 未来将会成为换乘站的车站
- 江东街站：换乘3号线。建设时未做出预留，3号线车站将沿文化东路布置。

- 北塔站：换乘6号线。建设时有部分预留结构。

## 使用车辆

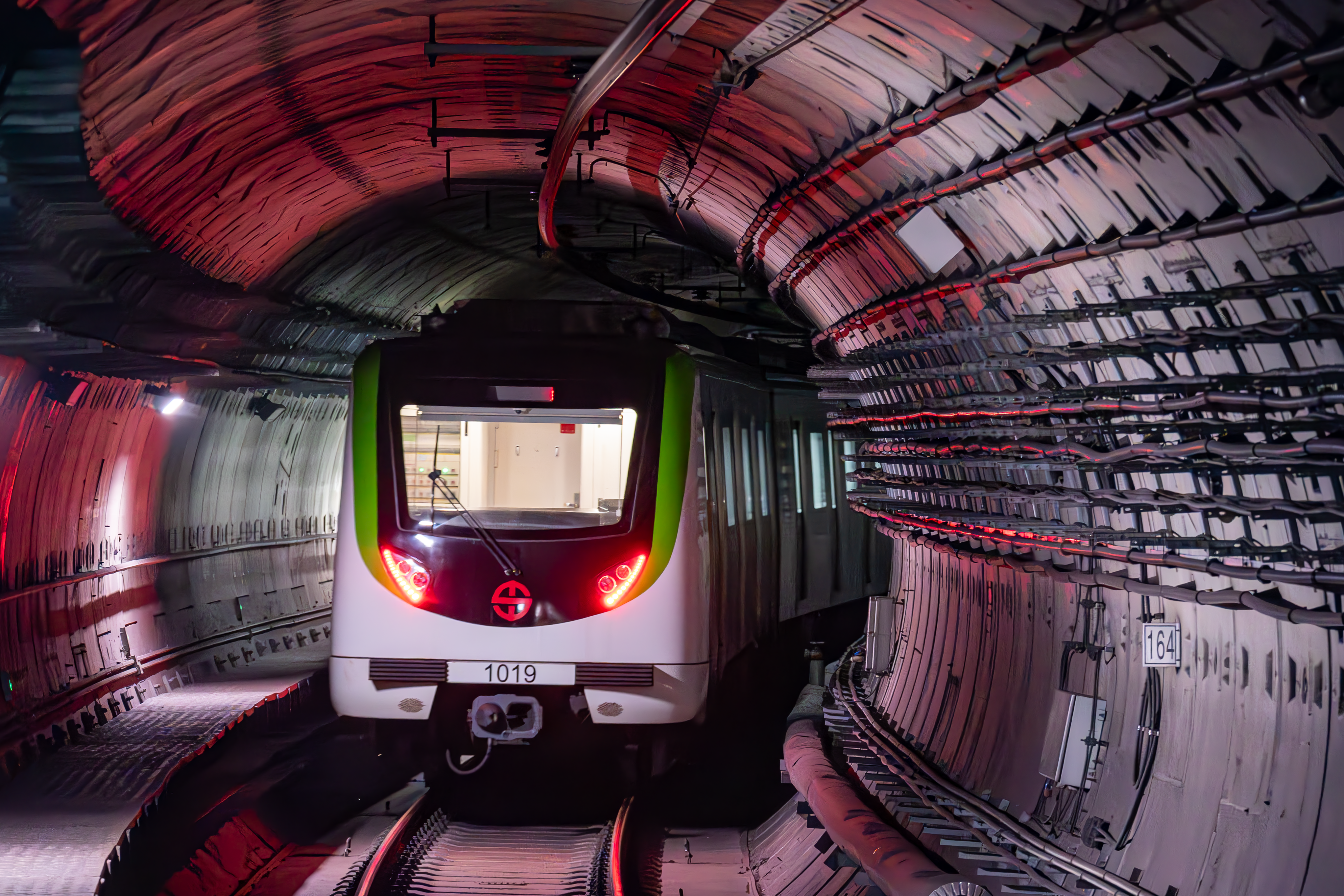
1019号中车大连列车
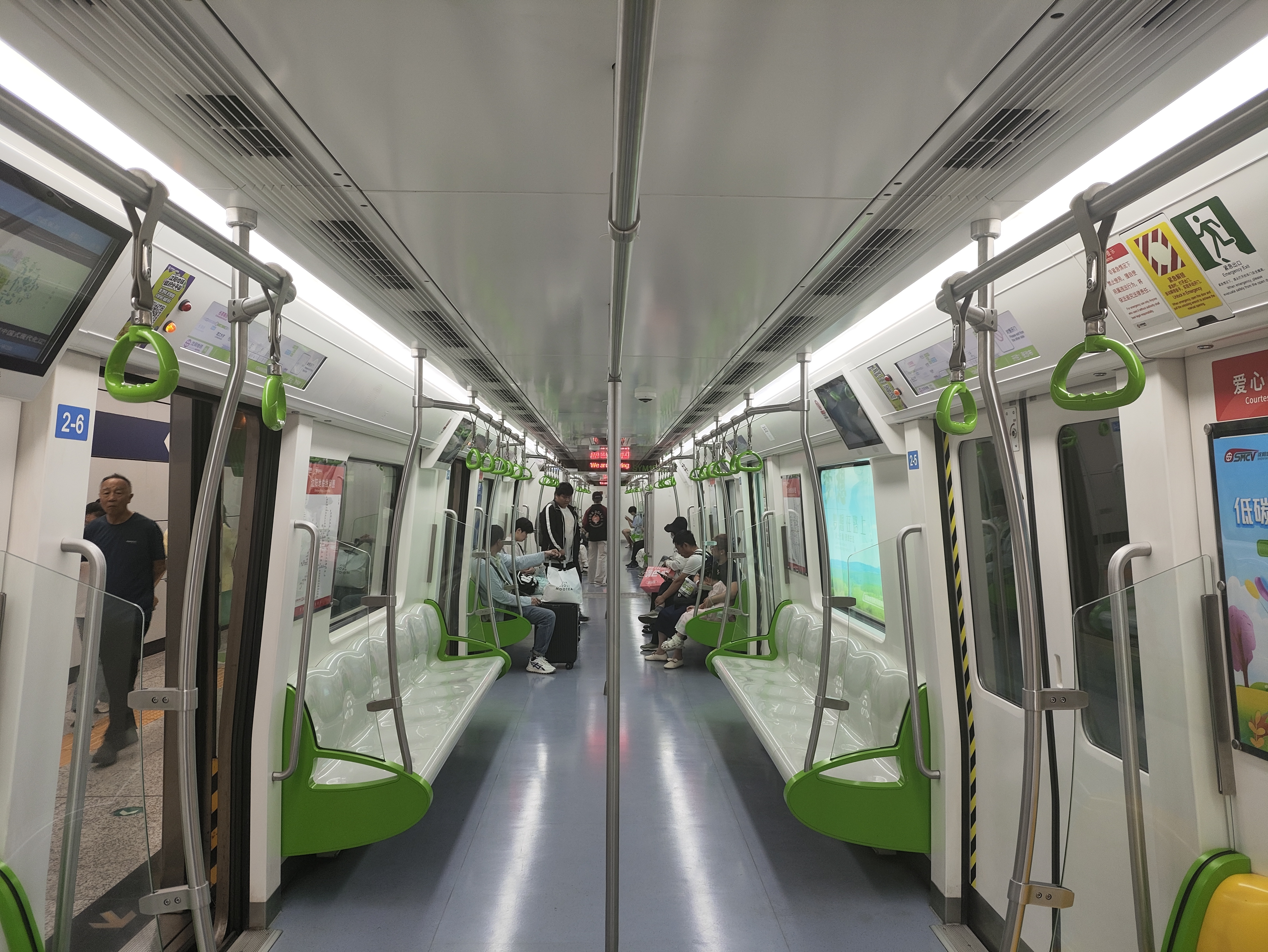
十号线内饰，以白色及苹果绿色作为车厢主色调，吊环使用线路识别色苹果绿色
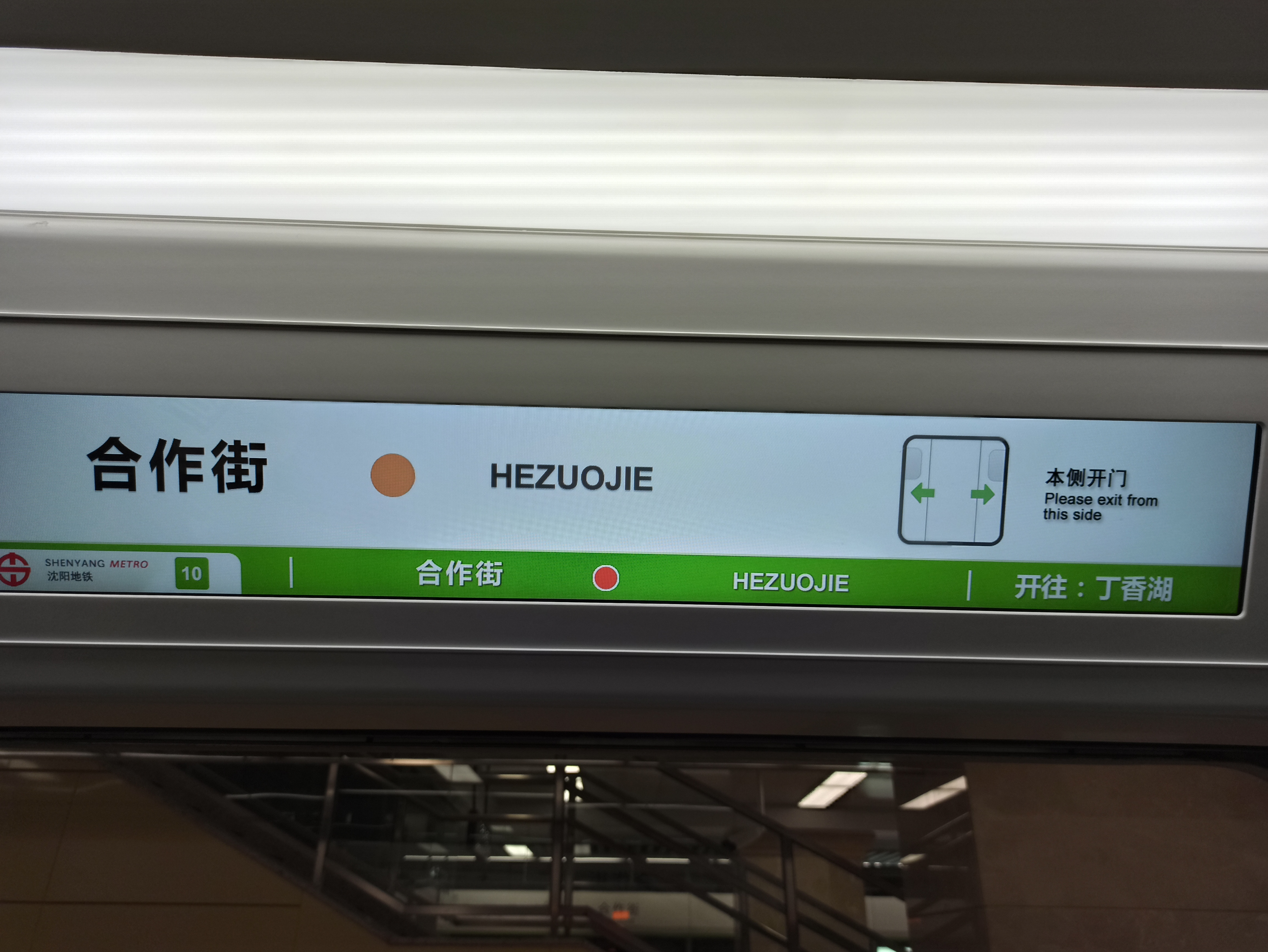
十号线LCD电子屏幕路线图，初期在到站时仅显示开门方向及到达车站
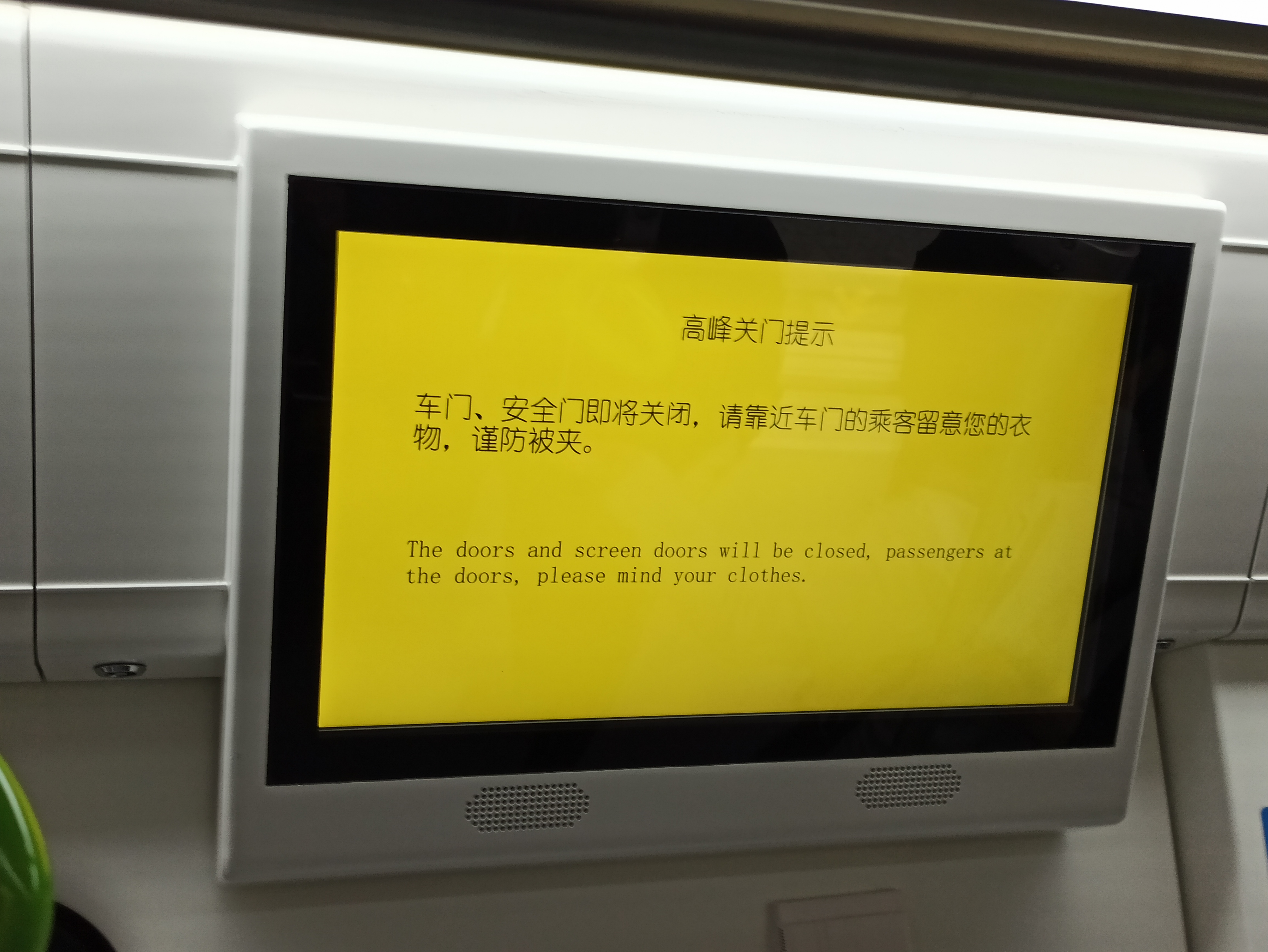
十号线列车的各项车务信息可通过电视系统全屏显示，但格式与九号线不同

十号线列车由中车大连机车车辆有限公司制造，共27列（编号1001-1027），列车均为6节编组4动2拖B级列车。
列车各项技术参数与一年前开通的九号线列车近似，但头型与九号线不同，列车牵引系统也采用与九号线不同的株洲中车时代电气制牵引系统。车身以灰色为主色调，配以苹果绿色饰带，车内电视机、车卡连接处走字屏、LCD屏幕路线图的模板也与九号线不同，其中电视机主画面采用深蓝色底色，走字屏尺寸进行了加大，LCD屏幕路线图采用“白色+绿色彩条”的模式，该模板也被后续线路采用。
在4号线及2号线南延线开通后，十号线LCD屏幕路线图格式也进行了同步调整，到站时可显示所在车厢信息及到达车站结构。
| 車卡编號 | 10XX1                  | 10XX2                  | 10XX3       | 10XX4       | 10XX5                  | 10XX6                  |
| 動力配置 | 带司机室的拖车 （Tc1） | 带集電弓的动车 （Mp1） | 动车 （M1） | 动车 （M2） | 带集電弓的动车 （Mp2） | 带司机室的拖车 （Tc2） |

## 未来发展
十号线有南延计划。线路在获得国家发改委批复后被分为两段建设，北段丁香湖至张沙布段先期建设后成为10号线首通段，已批复的南段张沙布至苏家屯西段作为未来规划线路择期修建，并一度计划独立成线及给予15号线的线路编号。但在沈阳地铁6号线及沈阳地铁2号线南延线的环评及规划报告之中，张沙布至苏家屯西段再度以十号线二期名义进行规划。
2022年8月5日，有沈阳市政府背景的沈阳国际工程咨询集团有限公司在其官网公告了沈阳地铁十号线工程（张沙布～苏家屯西） 社会稳定风险评估信息公告，其中提到该二期工程起于一期终点张沙布站，终至苏家屯西站，路段主要位于浑南区、苏家屯区，串联了莫子山地区、浑南科技城起步区、新南站商务区、会展产业聚集区等核心板块，主要沿规划路、创新路、创新一路、白塔一街、新运河路、会展路、雪松路走行，线路全长约25.3km，共设18座车站，其中换乘站7座，于沈海高速公路西侧设1座停车场。最小站间距911m，位于国展中心站-雪莲街站，最大站间距2092m，位于莫子山公园站-桃仙街站，平均站间距约1397m。
2023年9月，沈阳市发展和改革委员会发布关于地铁10号线南延段初步设计及概算的批复，南延线苏家屯端终点由苏家屯西站改为丁香街站，线路长24.5公里，全部为地下线，设16座车站，其中换乘车站7座，最大站间距为2.479公里，最小站间距0.956公里，平均站间距1.545公里; 新建瑰香街停车场，利用北段工程滂江街控制中心，利用营城子与苏家屯两座主变电所供电。车辆采用地铁 B2 型车，初期配车26列/156辆，项目概算总投资139.65亿元。

## 历史
- 2020年4月29日 - 十号线开通运营。
- 2021年1月2日 - 因防范2020年12月末在皇姑区塔湾区域出现的2019新型冠状病毒肺炎传染及可能的扩散，依据沈阳市相关区域重点管控的指令，沈阳地铁10号线塔湾街站和向工街站于该日10时15分起封站[3]。
- 2021年1月17日 - 塔湾街站和向工街站恢复运营。[4]